# Mattel Aquarius

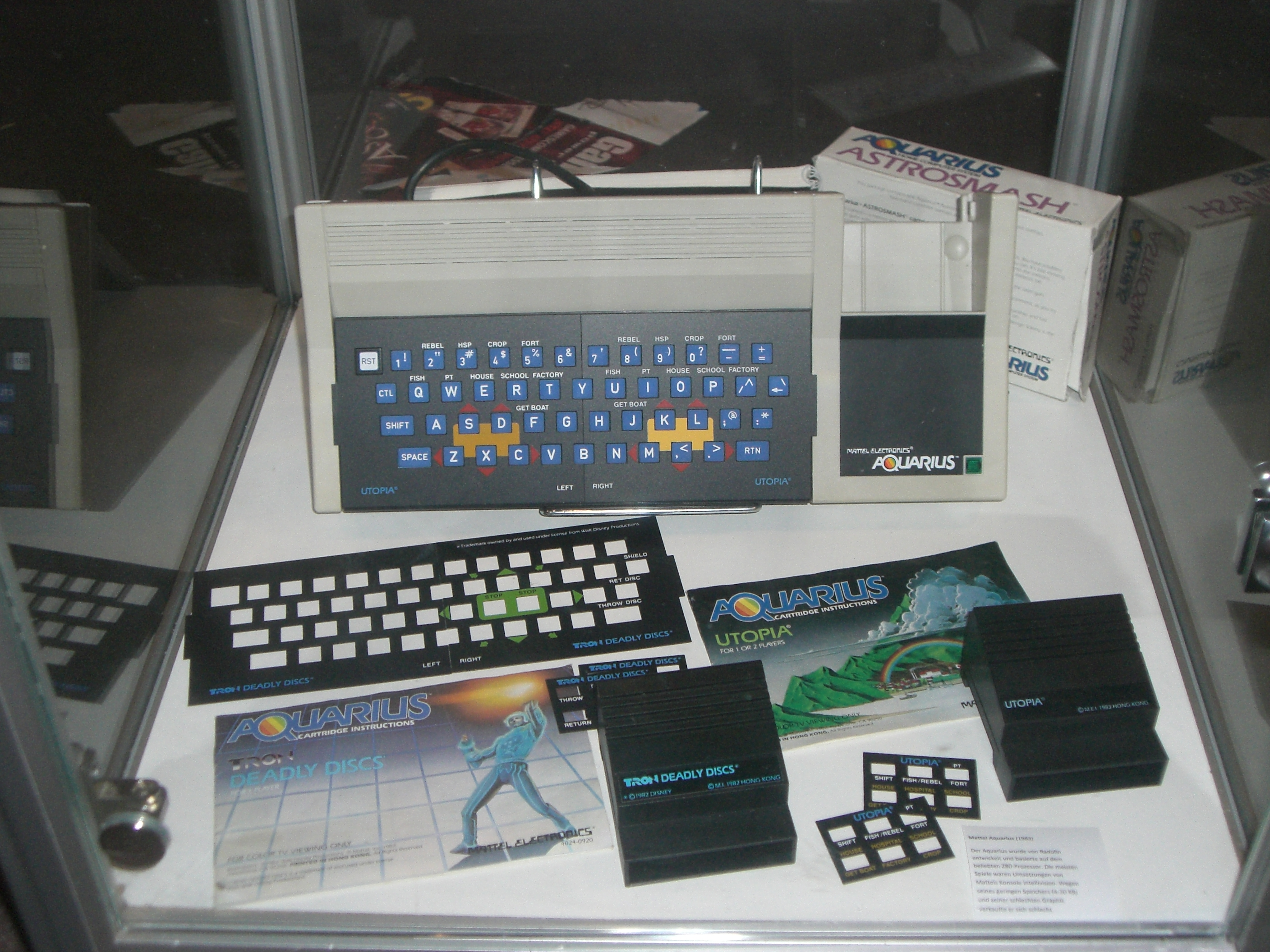
Mattel Aquarius mit Zubehör

Der Mattel Aquarius war ein von der Firma Radofin aus Hongkong entwickelter Heimcomputer, der im Jahre 1983 von der US-amerikanischen Firma Mattel auf den Markt gebracht wurde. Der Rechner enthielt einen Zilog-Z80-Microprozessor, eine Gummitastatur, einen Arbeitsspeicher von 4 KB RAM und eine Version des Microsoft BASIC im ROM. Der Rechner konnte an einen handelsüblichen Fernseher angeschlossen werden, und man benutzte Compact Cassetten als Speichermedium. Es wurden einige Peripheriegeräte entwickelt: ein 40-Spalten-Thermodrucker, ein Vier-Farben-Drucker/Plotter und ein 300-Baud-Modem.
Das Zubehör Mini Expander bot einen zusätzlichen Steckplatz für Module. Es wurde zwar in den Cartridge-Schacht geschoben, brachte aber zwei Steckplätze mit. Auf diese Weise konnten gleichzeitig ein Programm-Modul und eine Speichererweiterung genutzt werden. Es erweiterte den Computer außerdem um zwei Game-Controller und einen leistungsfähigeren Soundchip.
Es gab eine Reihe von Spielen, die auch auf Modul erschienen, darunter „Tron: Deadly Discs“ und „Utopia“ – beides Titel, die parallel für Mattels Konsole Intellivision erschienen (Siehe Bild rechts unten). Charakteristisch waren Schablonen für die Tastatur und die Gamepads, auf denen die Tastenbelegung für das jeweilige Spiel abgedruckt war.

## Technik
- CPU: Zilog Z-80, 3,5 MHz
- Speicher: 4 KB RAM, erweiterbar auf bis zu 20 KB RAM; 8 KB ROM
- Keyboard: 48 Tasten aus Gummi
- Display: 40×24 Text, 80×72 Grafikauflösung, 16 Farben
- Sound: eine Stimme, erweiterbar auf vier Stimmen
- Anschlüsse: Fernseher, Cartridge, Cassettenrecorder, Drucker

## Mattel Aquarius II
Mattel verhandelte schon 1983 mit Radofin darüber, einen Nachfolger für den Aquarius zu produzieren, der eine bessere Ausstattung haben sollte, die etwa aus einer Schreibmaschinen-Tastatur, der Fähigkeit zu HiRes mit einer Auflösung von 320 × 196 Pixeln und mehr Speicher haben sollte. Nachdem sich Mattel jedoch kurz darauf komplett aus dem Heimcomputer-Markt herausgezogen hatte, stelle Radofin einige Rechner der neuen Generation in geringer Stückzahl her, ohne dass diese jedoch Serienreife erlangten.

## Emulator
Der Mattel Aquarius kann mittels Emulatoren ausprobiert werden. In MAME ist dieser Rechner seit der Version 0.37b (3. August 2000) verfügbar. Zudem gibt es mit AquaLite einen Emulator für die Betriebssysteme Linux und Windows.

## Trivia
Laut einer Mitteilung der britischen Computerzeitschrift Personal Computer News soll der Mattel Aquarius der einzige Computer sein, dessen Preis vor seinem Verkaufsstart gesenkt wurde.